# Gaetano Perillo
Gaetano Perillo (Genova, 1º febbraio 1897 – Genova, 19 settembre 1975) è stato un antifascista italiano.

## Biografia
Nato a Genova nel 1897, iscritto al Partito Comunista d'Italia dalla fondazione, fece parte della segreteria fino alla soppressione di tutti i partiti con l'entrata in vigore delle leggi fascistissime del 1925-'26. Più volte arrestato, fu posto ai vincoli dell'ammonizione nel gennaio del 1927. Successivamente arrestato e condannato a tre anni di confino, si ammalò di tubercolosi, evento che aggravava di molto la sua salute già cagionevole (da giovane era stato ammalato di poliomielite). La condanna fu revocata e il provvedimento trasformato in ammonizione. Le sue vicende giudiziarie si trascinarono per tutti gli anni trenta, ancora nel 1940 fu arrestato e internato in provincia di Avellino in una zona per lui insalubre. Fu ricoverato in un sanatorio e non partecipò ad alcuna vicenda della Resistenza.
Nel dopoguerra fondò e diresse la rivista Movimento operaio e socialista, che negli anni sessanta si arricchì della collaborazione di alcuni giovani storici: Gino Bianco, Claudio Costantini, Gianfranco Faina (quest'ultimo figurò tra i collaboratori solo per un breve periodo). Il partito comunista al quale lui apparteneva fin dalla fondazione lo aveva espulso durante gli anni trenta perché sospettato di essere un delatore. Non servirono i memoriali che scrisse in sanatorio e fu riabilitato solo dopo la fine della guerra.
Morì nella città natale a settantotto anni nel 1975.
Il fondo Perillo si trova custodito nell'Archivio Storico del Comune di Genova dopo la chiusura del Centro ligure di storia sociale, che lui stesso fondò assieme alla rivista.

## Scritti
Articoli pubblicati sulla rivista Movimento operaio e socialista. (Dagli archivi del "Fondo Perillo" - Centro ligure di storia sociale)
1- Studi e ricerche
- Il settimanale degli anarchici genovesi negli anni 1888-1890. (con lo pseudonimo "Pietro Galleano) (1-2/1958)
- Attività economica e condizioni dei lavoratori nel Genovesato intorno alla metà del sec. XIX. (3-4/1958)
- I partiti della classe operaia e le elezioni politiche in Liguria fino al 1924. (con lo pseudonimo "Alfa") (3-4/1958)
- Comunismo, socialismo e cristianesimo sociale nella stampa genovese fra il 1848 e il 1852. (6/1958)
- Il movimento anarchico a La Spezia dal 1888 e il 1852. (1, 2-3/1959)
- Internazionale e Società affratellate nel Genovesato dal 1870 al 1880. (5/1959)
- Gli albori dell'organizzazione operaia nel Genovesato: 1848-1860. (5, 6/1959, 2-3/1969)
- Socialismo e classe operaia nel Genovesato dallo sciopero del 1900 alla scissione sindacalista. (4, 5, 6/1960, 1, 3-4/1961)
- I comunisti e la lotta di classe in Liguria negli anni 1921-1922. (3-4/1962, 2-3/1963)
- Istanze di rinnovamento sociale e risonanza dell'Internazionale a Genova avanti la Comune parigina. (1-2/1965)
- L'America Latina al VI Congresso dell'Internazionale Comunista. (2-3/1970)
- I comunisti e la lotta di classe in Liguria negli anni 1923-1926. (1, 2-3/1971, 1/1972, 1-2/1973)

2- Note e discussioni
- La questione sociale in due articoli del "Corriere Mercantile" del 1841 e del 1842. (1/1955) (senza firma)
- Lo sciopero dei tipografi genovesi dell'aprile 1848. (4-5/1955)
- Un gruppo di comunisti liguri deferiti al Tribunale speciale nel 1937. (1/1955)
- Il settimanale "Bandiera Rossa" di Savona. (1919-1922) (2/1955)
- Le cucine comuniste di Savona (1919) e quelle municipali di Oneglia (1921). (2/1955)
- Giuseppe Amoretti (nel 15º anniversario della morte). (1-2/1956)
- Le società operaie di Spezia, Chiavari, Savona e Alberga nel 1867. (senza firma) (3-4/1956)
- La società di mutuo soccorso "Dio e Umanità" di Voltri. (senza firma) (5-6/1956)
- I documenti della polemica tra la Consociazione Operaia Genovese e gli internazionalisti romani. (firmato G.P.) (1/1957)
- Gramsci al 1º Congresso comunista ligure. (2-3/1957)
- Una lezione di Gramsci sul movimento socialista italiano. (2-3/1957)
- Dalle Commissioni interne ai Consigli di fabbrica. (2-3/1957)
- Appunti sulle industrie di Savona nel 1890. (2-3/1957)
- Giuseppe Riva, martire antifascista. (3-4/1958)
- L'attività clandestina della Federazione comunista de La Spezia nel 1933 in un rapporto di polizia. (5/1958)
- Paolo Astuti. (6/1958)